# 1996년 런던 영화 비평가 협회상
제17회 런던 영화 비평가 협회상은 1997년 3월 2일에 열린 시상식이다.

## 수상 및 후보

### 작품상
- 파고 - 조엘 코엔 수상

### 외국어영화상
- 레 미제라블 - 끌로드 를르슈 수상

### 감독상
- 파고 - 조엘 코엔 수상

### 작가상
- 파고 - 조엘 코엔 외 1인 수상

### 여우주연상
- 파고 - 프란시스 맥도맨드 수상

### 남우주연상
- 세븐 - 모건 프리먼 수상

### 영국감독상
- 비밀과 거짓말 - 마이크 리 수상
- 트레인스포팅 - 대니 보일

### 영국여우주연상
- 비밀과 거짓말 - 브렌다 블레신 수상
- 브레이킹 더 웨이브 - 에밀리 왓슨

### 영국남우주연상
- 트레인스포팅 - 이완 맥그리거 수상
- 비밀과 거짓말 - 티모시 스폴

### 영국작가상
- 센스 센서빌리티 - 엠마 톰슨 수상

### 영국제작자상
- 트레인스포팅 - 앤드류 맥도널드 수상

### 영국신인상
- 브레이킹 더 웨이브 - 에밀리 왓슨 수상

### 애튼보로우 상
- 비밀과 거짓말 - 마이크 리 수상
- 트레인스포팅 - 대니 보일

### 딜리스 파웰상
- 존 밀스 수상